# Forza Motorsport 7
Forza Motorsport 7 – komputerowa gra wyścigowa wyprodukowana przez amerykańskie studio Turn 10 Studios. Gra została wydana 3 października 2017 roku przez Microsoft Studios na platformy Xbox One i PC. Jest to siódma część z serii Forza Motorsport.

## Wydanie i odbiór
Gra została zapowiedziana 11 czerwca 2017 roku podczas pokazu gier Electronic Entertainment Expo. 7 września prace nad grą zostały zakończone, a 19 września została wydana wersja demonstracyjna gry. Gra została wydana przez Microsoft Studios 3 października 2017 roku na platformę Xbox One i PC. Gra zajęła drugie miejsce na liście sprzedaży gier w Wielkiej Brytanii.